# Excalibur (lutador)
Marc Letzmann é um ex-lutador de wrestling profissional estadunidense, mais conhecido pelo seu nome no ringue Excalibur. Ele foi um dos seis fundadores da empresa Pro Wrestling Guerrilla, onde atualmente exerce o papel de Diretor Executivo. Além disso, desde sua aposentadoria em 2007, é o comentarista principal da empresa.

## No wrestling
- Movimentos de finalização
  - Double underhook piledriver[1][3]

- Movimentos secundários
  - Camel clutch[4][5]
  - Cutter[6][7]
  - German suplex,[8][9] algumas vezes da segunda corda[9]
  - Jawbreaker[4][6]
  - Over the shoulder back to belly piledriver[7]

- Temas de entrada
  - "Gangsta Gangsta" de N.W.A[10] (PWG; Used while a part of the SBS)
  - "Surprise! You're Dead!" de Faith No More[11] (PWG / CZW / Chikara)
  - "I'd Do Anything for Love (But I Won't Do That)" de Meat Loaf[12] (CZW; Used while teaming with Beef Wellington)
  - "Kickstart My Heart" de Mötley Crüe[11][13] (ROH)

## Títulos e prêmios
- Pro Wrestling Guerrilla
  - PWG Tag Team Championship (1 vez) – com Super Dragon[14]

### Lucha de Apuestas
| Em jogo | Vencedor(es) | Perdedor(es) | Local                   | Data                   | Ref    |
| ------- | ------------ | ------------ | ----------------------- | ---------------------- | ------ |
| Cabelo  | Excalibur    | Chris Bosh   | Los Angeles, Califórnia | 13 de dezembro de 2003 | [ 15 ] |